# 摩鹿加云斑蛛
摩鹿加云斑蛛（学名：Cyrtophora moluccensis），又名泉字雲斑蛛、皿雲斑蛛，为园蛛科云斑蛛属的动物。分布于印度、日本、大洋洲、台湾以及中国大陆的福建、安徽、浙江、广西、贵州、云南、湖南、江西、四川等地，多见于山区树林及果园。